# Hylebainosoma nontronensis
Hylebainosoma nontronensis är en mångfotingart som beskrevs av Jean-Paul Mauriès och Kime 1999. Hylebainosoma nontronensis ingår i släktet Hylebainosoma och familjen Haaseidae. Inga underarter finns listade i Catalogue of Life.